# Maurilia cuneatipicta
Maurilia cuneatipicta är en fjärilsart som beskrevs av Embrik Strand 1915. Maurilia cuneatipicta ingår i släktet Maurilia och familjen trågspinnare. Inga underarter finns listade i Catalogue of Life.